# Laval-des-Rapides
Pour les articles homonymes, voir Laval et Laval-des-Rapides (homonymie).
Laval-des-Rapides est une ancienne ville (1912) puis cité (1962) de l'île Jésus, qui est aujourd'hui un quartier de la ville de Laval au Québec.

## Histoire
Le 6 août 1965, le gouvernement du Québec fusionne la cité et les 13 municipalités qui constituaient le comté de Laval et crée la Ville de Laval. 
L'ancien quartier de Laval-des-Rapides, Laval-des-Rapides-Centre s'est déjà fait surnommer Parc-Laval car il y avait anciennement beaucoup de forêts en friche au bout des terres des habitants qui s'étaient établis le long de la rivière des Prairies.

## Situation géographique

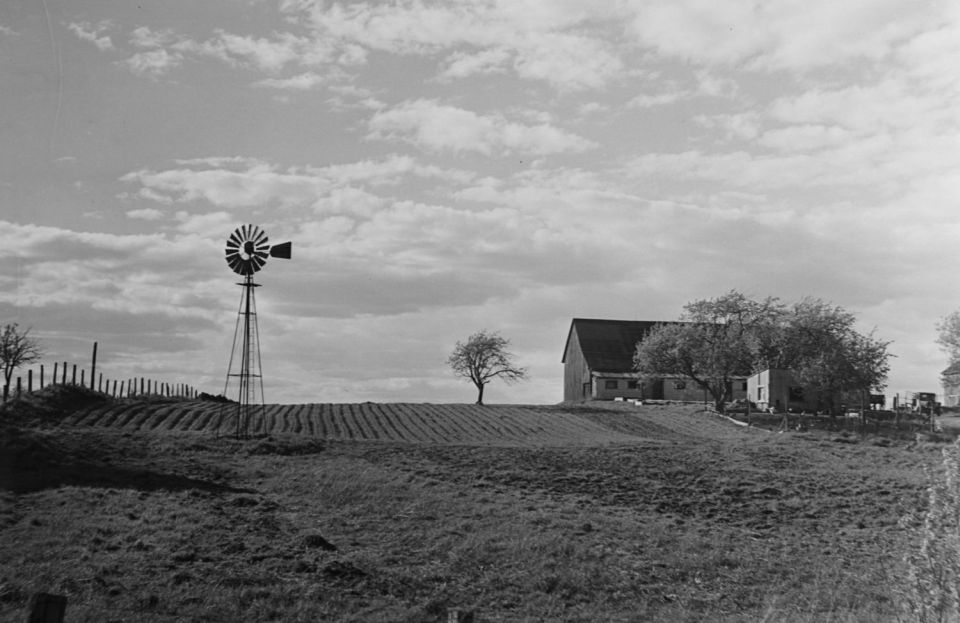
Ferme, 1941

Le quartier de Laval-des-Rapides de la ville de Laval se trouve dans le centre-sud de l'île Jésus. Il est délimité au nord-ouest par le chemin du Trait-Carré et le boulevard du Souvenir, par le boulevard Daniel-Johnson au sud-ouest, par la rivière des Prairies et finalement au nord-est par la rue Saint-Luc, une rue à l'ouest du boulevard des Laurentides.
Il est bordé par le secteur Renaud de Chomedey au nord-ouest, par le secteur L'Abord-à-Plouffe de Chomedey au sud-ouest, par le quartier Pont-Viau au nord-est et finalement par l'arrondissement Ahuntsic-Cartierville de la ville de Montréal au sud-est.
Le quartier se trouve en aval des rapides du Sault-au-Récollet dans la rivière des Prairies, ces rapides sont aujourd'hui submergés à cause de la construction du barrage électrique (1930) sur la rivière des Prairies au niveau de Saint-Vincent-de-Paul et de l'île de la Visitation.

## Démographie
| 1941  | 1951  | 1961   | 1996   | 2001   | 2006   | 2011   | 2016 | 2021 |
| ----- | ----- | ------ | ------ | ------ | ------ | ------ | ---- | ---- |
| 3 242 | 4 998 | 19 227 | 35 087 | 34 816 | 34 957 | 36 933 | -    | -    |

Après avoir connu une très forte poussée de croissance entre 1951 et 1961 (385 %), la population est en train de se stabiliser autour de 35 000 habitants. Bien que le nombre de logements ait augmenté entre 1996 et 2001, la population totale a diminué à cause du vieillissement de la population et du fait que les enfants nés 20 à 30 ans plus tôt ont quitté le foyer familial, sans être remplacés par de nouveaux arrivants. En 2011, la population se chiffre à 36 933 habitants.
C'est un des quartiers les plus densément peuplés de la ville, car il y a moins de 36 % de maisons unifamiliales dans le quartier. Il est le 3e quartier le plus populeux de la ville après Chomedey et Fabreville.

## Secteurs du quartier
Autrefois la ville de Laval-des-Rapides était divisée en trois quartiers :
- Laval-des-Rapides-Ouest, à l'ouest du boulevard de l'Impératrice (rue Legrand) à l'est du boulevard Marois (Daniel-Johnson) au sud de la rue d'Argenteuil ;
- Laval-des-Rapides-Centre, à l'est du boulevard de l'Impératrice (rue Legrand)  à l'ouest de la voie ferrée du Canadien Pacifique, au sud de la rue D'Argenteuil ;
- Laval-des-Rapides-Est, à l'est de la voie ferrée du Canadien Pacifique à l'ouest de la rue St-Luc au sud du boulevard du Souvenir.

Aujourd'hui le quartier Laval-des-Rapides possède plusieurs secteurs non officiels :
- Armand-Frappier, à l'ouest de l'autoroute 15.
- Bon-Pasteur, entre l'autoroute 15 et la voie ferrée au sud du boulevard Cartier.
- D'Argenteuil, à l'est de l'autoroute 15, l'ouest de l'Avenue Desmarteau, au nord du boulevard Cartier et au sud du boulevard de la Concorde
- Marcel-Vaillancourt, à l'est de l'avenue Brien, à l'ouest de la voie ferrée du C.P. et au nord du boulevard Cartier et au sud du Boulevard de la Concorde
- Montmorency, à l'est de l'autoroute 15, à l'ouest de la voie ferrée du C.P. et au nord du boulevard de la Concorde.
- Du Souvenir, à l'est de la voie ferrée du C.P. et au nord du boulevard de la Concorde.
- Saint-Claude, à l'est de la 15e Avenue entre les boulevards Cartier et de la Concorde Ouest.
- Pontmain, à l'est de la voie du C.P. et au sud de Cartier

## Paroisse catholique
Autrefois le quartier était divisé en trois paroisses :
- Bon-Pasteur
- Notre-Dame-de-Pontmain (regroupée maintenant avec Saint-Claude)
- Saint-Claude

## Artères principales
- Boulevard des Prairies
- Boulevard Cartier
- Boulevard Robin
- Boulevard de la Concorde
- Boulevard du Souvenir
- Autoroute Des Laurentides (15)
- Boulevard Le Corbusier
- Boulevard de L'Avenir
- Avenue / Boulevard Laval
- Avenue Ampère
- 15e Rue

## Transport en commun
Depuis avril 2007, le Métro de Montréal dessert le quartier Laval-des-Rapides via les stations Cartier, De la Concorde et Montmorency

### Station de métro Cartier
La station de métro Cartier est située au coin sud-ouest de l'intersection du boulevard des Laurentides et du boulevard Cartier. L'Agence métropolitaine de transport y a aménagé le terminus d'autobus principal de l'est de Laval, en plus d'y aménager un stationnement incitatif gratuit de 465 places et une aire d'attente de 6 places. Des travaux afin d'y aménager un deuxième édicule au coin nord-est de l'intersection Cartier / des Laurentides dans le quartier Pont-Viau de Laval ont été achevés en 2009.

### Station intermodale de la Concorde
La station intermodale De la Concorde permet aux usagers de la ligne de train de banlieue de Montréal / Saint-Jérôme de transférer vers la ligne 2-Orange du métro et vice-versa. Cette station ne possède pas de terminus d'autobus. Les voyageurs peuvent alors transférer sur les différents circuits qui circulent près des deux intersections Ampère et De la Concorde Ouest et Laval et de la Concorde Ouest.

### Station terminale Montmorency
La station terminale Montmorency est située à l'intersection Lucien-Paiement et Jacques-Tétrault, au milieu du quadrilatère formé par les boulevards du Souvenir (au nord), de l'Avenir (à l'est), de la Concorde (au sud) et Le Corbusier (à l'ouest). Cette station, comme la station Cartier, possède aussi un stationnement incitatif qui, contrairement à la station Cartier, est multiétagé et partiellement payant (stationnement intérieur). Le terminus Montmorency sert actuellement de terminus d'autobus principal pour les circuits d'autobus de l'ouest de la ville de Laval.

#### Réseau d'autobus de la Société de transport de Laval
Le territoire de Laval-des-Rapides est desservi par plusieurs circuits de la Société de transport de Laval (STL) :
- 2 Navette de nuit
- 20 Promenade des Îles - 100e avenue via boul. des Prairies
- 24 Métro Cartier - Sainte-Dorothée via boul. Cartier
- 33 Métro Cartier - Métro Montmorency via Métro de la Concorde.
- 37 Métro Cartier - Parc Industriel Centre via Métro de la Concorde
- 42 Terminus Le Carrefour - Saint-François via boul. de la Concorde
- 63 Métro Cartier - Gare Sainte-Rose via boul. Le Corbusier

D'autres circuits de la STL se rabattent également aux stations de métro de Laval-des-Rapides :
- 26 Métro Montmorency - Gare Sainte-Dorothée via boul. Notre-Dame
- 36 Métro Montmorency - Boul. Cléroux via 100e avenue
- 40 Métro Montmorency - Rue Montgolfier via boul. du Souvenir
- 45 Métro Montmorency - Auteuil via boul. Industriel
- 46 Métro Montmorency - Laval-Ouest via rue Principale
- 50 Terminus Le Carrefour - Saint-Vincent-de-Paul via boul. Saint-Martin
- 60 Métro Cartier - Place Alton-Goldbloom via Terminus Le Carrefour
- 65 Métro Montmorency - Gare Sainte-Rose via boul. des Oiseaux
- 70 Métro Montmorency - Métro Cartier via boul. Saint-Elzéar
- 76 Métro Montmorency - Gare Sainte-Dorothée via boul. Sainte-Rose

## Institutions d'enseignement

### Universitaires
- Université du Québec, Institut national de la recherche scientifique (INRS) en biotechnologie (Institut Armand-Frappier)
- Campus de l'Université de Montréal à Laval
- Pavillon de l'UQAM au collège Montmorency

### Collégiaux
- Collège Montmorency

### Primaire et secondaire
La Commission scolaire de Laval administre les écoles francophones :
- École secondaire de la Mosaïque[4]
- École secondaire Mont-de-La Salle[5]
- École primaire Sainte-Marguerite[6]
- École primaire Marcel-Vaillancourt[7]
- École primaire Léon-Guilbault[8] (Pavillon 1, Pavillon 2 et Pavillon 3)
- École primaire De L'Arc-en-Ciel[9] (Pavillon 1 et Pavillon 2)

La Commission scolaire Sir-Wilfrid-Laurier administre les écoles anglophones. L'Académie Junior Laval et l'Académie Senior Laval (en) servent a toutes parties de Laval.
Aussi :
- Collège Letendre[10] (École privée)
- École secondaire Vanguard-Québec[11] (École privée)
- Anciennes écoles Paul-Émile Cuerrier (Pavillon 1) et Notre-Dame-de-Pontmain (Pavillon 2)

### Formation professionnelle
- Centre Compétence 2000 situé à proximité, dans Chomedey

## Points d'intérêt
Le parc des Prairies est le deuxième en importance à Laval. S'y trouvent plusieurs sentiers accessibles à pied ou à vélo, et pour le ski de fond et la raquette en hiver. Sur le site, plusieurs présentoirs expliquent la végétation environnante.
Au centre, un étang est visité par plusieurs canards. La rivière des Prairies est située à l'extrémité sud-ouest du parc puisqu'il s'y trouve une descente de bateau municipale accessible du boulevard des Prairies.
Entre Montréal et Laval se trouve une île nommée île Perry (ou bien « l'île aux Fesses » pour les vieux résidents du quartier).

### Arts et culture
- Maison des arts de Laval
- Centre de création artistique de Laval (ancienne école d'Argenteuil)
- Salle André-Mathieu (Collège Montmorency)
- Bibliothèque Émile-Nelligan
- Verticale - centre d'artistes

### Parcs et villégiature
- Berge des Eudistes
- Berge de Pontmain
- Parc de l'Anse-Bleue
- Parc Paul-Marcel-Maheu (anciennement Parc Montmorency)
- Parc Bon-Pasteur
- Parc Bernard-Landry (anciennement Parc des Prairies)
- Parc Gagné
- Parc Cartier
- Parc Émile
- Parc Saint-Claude
- Parc Cluny
- Parc Montceau
- Parc Gauthier
- Parc des Lucioles
- Parc des Mésanges
- Parc du Crochet
- Parc Chabrier
- Aréna Cartier

### Centres commerciaux
- Plaza Cartier (15ème Avenue et Boulevard Cartier Ouest)
- La Croisée des Boulevards
- Espace Montmorency
- Place Montmorency (12ème Avenue & bd Concorde Ouest)
- Le Quartier Laval
- Le Centre Laval, dans Chomedey
- Les Galeries Laval, dans Chomedey
- Le Carrefour Laval, dans Chomedey